# Вэй-лянская война (503—507)
Вэй-лянская война (503—507) (кит. 梁与北魏的战争) — война между государствами (династиями) Северное Вэй и Южное Лян за гегемонию в Китае, шедшая в 503—507 гг. в эпоху Южных и Северных династий.

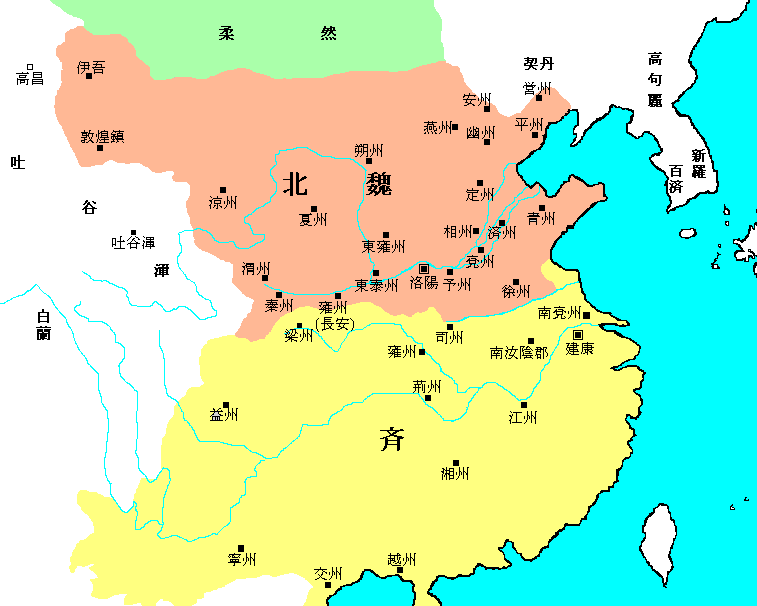
Северная Вэй (красный) и Южная Лян (желтый)

Первое крупное столкновение между китайской империей Лян и Северной Вэй произошло еще в 503 году, когда тобийские власти попытались воспользоваться естественной слабостью новорожденной династии Южная Лян. Воспользовавшись хаосом конца Ци и установлением династии Лян, Северная Вэй заняла большую часть Юнчжоу и отодвинула линию границы до Фаньчэна, а ее влияние распространилось к югу от реки Хуайхэ. В 504 году войска Вэй захватили три перевала Ияна (перевал Хуансянь, перевал Пинцзин и перевал Уян), а вскоре после этого захватили Сычжоу. В 505 году Ханьчжун также был захвачен северянами.
Чтобы бороться с Вэй и вернуть Юнчжоу, лянский император У-ди, он же Сяо Янь, решил начать крупномасштабное наступление на Вэй в октябре 505 года. Была собрана огромная армия, по преувеличенным данным — численностью около 1 миллиона человек, которая под командованием Сяо Хуна начала наступление по двум направлениям. Сяо Хун повел основные силы на Локоу (совр. город Лохэ, Аньхой); его военачальник Вэй Жуй наступал на Лянчэн и Сяосяньчэн. Вторая армия Ван Мао наступала на Цзинчжоу. В мае 506 года авангард Чан Ичжи захватил Лянчэн и разбил вэйского военачальника Фу Цина.
После захвата Лянчэна Сяо Хун прекратил наступление, так как услышал, что с севера приближается стотысячная вэйская армия. 11 сентября Сяо Хун испугался внезапно налетевшей бури и бежал, бросив войска. Его бегство подорвало боевой дух лянской армии, которая, будучи атакованной вэйскими войсками, также стала беспорядочно отступать, потеряв около 50 000 человек. Воспользовавшись замешательством противника, армия Северной Вэй двинулась на юг и захватила более 40 городов. После захвата Матоу (совр. Мэнчэн, Аньхой ) северяне подошли к Чжунли — крепости на реке Хуайхэ.
Борьба за крепость и вокруг неё продолжалась с октября 506 по март 507 года и стала переломной в ходе войны. Благодаря упорной обороне лянским гарнизоном (3 тысячи воинов) самой Чжунли и прибывшим деблокадным подкреплениям (около 200 тысяч) под командованием опытного полководца Вэй Жуя, ведших бои вдоль реки, а также использованию речной флотилии, южанам удалось нанести поражение северянам, которые потеряли около 100 тысяч убитыми и 50 тысяч пленными. Армия Северной Вэй была почти полностью уничтожена.  
Потенциально армия Южной Лян могла развить успех, но У-ди остановил боевые действия, опасаясь, видимо, более масштабной войны со все еще могущественным соседом. В результате победы империи Лян в войне баланс сил между Южной и Северной династиями изменился и государство Северное Вэй постепенно начало приходить в упадок. 